# Polistes japonicus
Polistes japonicus  (лат.) — вид общественных ос из семейства Vespidae (Polistinae).

## Распространение
Восточная и Юго-Восточная Азия, включая Вьетнам, Японию.

## Описание
Крупные бумажные осы, длина 15,5—18 мм. Метасомальные тергиты жёлтые с буровато-чёрными отметинами. Отличается от других видов подрода Polistella слабопунктированным пронотумом и округлённым передним краем клипеуса (у близкого вида Polistes brunetus пронотум с грубыми пунктурами, а клипеус спереди почти прямой). Диск скутеллюма выпуклый. Вид включают в подрод Polistella (в котором около 85 видов), крупнейший из четырёх подродов Старого Света в составе рода бумажных ос Polistes. Впервые вид был описан в 1858 году швейцарским энтомологом Анри де Соссюром (Henri de Saussure; 1829—1925).